# Chartreuse Saint-Philippe-et-Saint-Jacques d'Asti
La Chartreuse Saint-Philippe-et-Saint-Jacques d'Asti est un ancien monastère chartreux, situé à Borgo San Pietro (it), dans le parc municipal de la « Certosa » dans la zone périphérique au nord-ouest de la ville d'Asti connue sous le nom de Valmanera, dans le Piémont en Italie. Elle est appelée aussi Chartreuse de Valmanera ou Chartreuse d'Asti.

## Histoire
Saint-Philippe-et-Saint-Jacques était une abbaye de vallombrosiens, San Giacomo di Valleombrosa, fondée par Jean Gualbert et située sous les murs d’Asti. Jacques et Barthélemy Scarambi font instance pour son union aux chartreux et l’obtiennent en 1387 ; une bulle de Clément VII ratifie l’union en 1389. Le premier acte qui parle de ce passage concerne l'héritage de Bartolomeo Garetti en 1391 par lequel une partie de l'héritage est déclarée dévolue au « ... couvent et église de Saint-Philippe-et-Saint-Jacques près d'Asti, de l'Ordre des Chartreux », déjà appelé de San Giacomo di Valleombrosa.
Le monastère est agrandi par les chartreux: en plus des multiples bâtiments, il comprend également un étang et un terrain cultivé, avec une partie de vignoble et une partie de potager surplombant la rivière Valmanera et entouré d'un mur de briques.
En 1614, elle est utilisée par les espagnols assiégeant Asti. En juin 1615, le gouverneur du Milanais, Juan de Mendoza, Marquis de la Hinojosa (en), commandant général des troupes espagnoles, s'installe dans la chartreuse.
La situation se renouvelle avec toutes les guerres franco-savoyardes du XVIIe et XVIIIe siècles.
En 1705, Philippe-Anne de Vassinhac (1672-†1705), appelé le « chevalier d’Imécourt », mestre de camp du régiment de cavalerie d’Imécourt, maréchal de camp, décède à la chartreuse d’Asti, où il est transporté à cause de ses blessures et y est enterré.
En mars 1745, le baron Leutrum (de), commandant des troupes savoyardes, lance avec sept bataillons une offensive contre les troupes françaises, sous les ordres du maréchal de Maillebois, avec le régiment de Flandre, sous les ordres de M. de Montal, réfugié dans la chartreuse qui est obligé de se rendre.
En 1793, elle accueille des chartreux de Savoie expulsés de France. Vers 1795, le duc de Savoie, Victor-Amédée III, propose à la communauté de l'abbaye Notre-Dame de Tamié de s'installer dans la chartreuse d'Asti.
Le 20 mars 1801 , le gouvernement du Consulat supprime les ordres religieux et les congrégations; la communauté rejoint en partie la Chartreuse de Casotto.
Le 3 août 1801, c'est la mise à sac complète de tout le mobilier de la chartreuse, y compris les accessoires religieux. De nombreuses statues et autels sont transférés dans d'autres églises de la ville: par exemple, l'autel de la Madonnina est transféré à la cathédrale Santa Maria Assunta d'Asti et les statues représentant Saint Philippe et Saint Jacques sont sur la façade de l' église de San Martino d'Asti. Le grand retable avec la « pala », Madone sur un trône de nuages avec quatre saints, de Macrino d'Alba, est aujourd'hui à la Galerie Sabauda à Turin. Un deuxième retable du XVIIe siècle, avec des saints chartreux et une belle vue sur la chartreuse dans son intégralité, est conservé à Grana, non loin d'Asti. Cependant, un énorme patrimoine d'art et de culture disparaît.
Le monastère dépouillé est mis en vente et passe entre plusieurs mains: du général Ratti à M. Lorenzo di Mongardino et enfin à l'avocat de Turin Guido Fornaris de Turin.
Aujourd'hui cette chartreuse est utilisée en partie par une école et le siège du laboratoire de restauration connu sous le nom d'Arazzeria Scassa (it).

## Prieurs
- ~1392 : Pierre de Montevici (†1399) dit de Mediolano ou de Montevici (traduit Mondovi ou Montenici), prieur « urbaniste» par son intermédiaire Clément VII,  accepta de discuter avec Boniface IX[4],[5].
- 1496 : Bartolomeo De Murris

## Architecture
Les bâtiments couvraient une superficie de près de 6000 mètres carrés, l'entrée était au sud avec trois entrées: au centre, pour entrer dans la maison d'hôtes, à gauche pour accéder à un porche et à droite il y a le rustique.
Au-delà de ces trois bâtiments, au nord, il y avait un grand-cloître quadrangulaire dominé par les maisons des convers qui occupaient trois côtés sur quatre. Une partie de la zone du cloître était, selon la tradition cartusienne, destinée à un cimetière pour les moines. Au nord, entre le portail et les bâtiments précédents, l'église s'élevait avec la façade orientée à l'ouest, qui à son tour était précédée du petit-cloître.
L'église était dédiée aux saints apôtres Philippe et Jacques: de taille imposante, elle a conservé le style gothique de la fin du XIVe siècle, partiellement modifiée et modernisée à la fin du XVe siècle et, en ce qui concerne la façade, au milieu du XVIIIe siècle. L'intérieur, à trois nefs couvertes de voûtes pointues, était divisé en deux parties: une plus petite pour les fidèles, l'autre pour les moines. En plus du maître-autel, qui à partir de 1498, a été décoré par le retable monumental avec la Vierge en gloire peinte par Macrino d'Alba, il y avait cinq autels latéraux dédiés respectivement à Saint Bruno, Notre-Dame du Rosaire, Saint Philippe, Saint Jacques et à leur tuteur Saint Jérôme.
Le grand chœur des moines, précieusement incrusté, a été construit en 1496 par le sculpteur crémois Paolo Sacca avec son père Tommaso et son frère Imerio, sur commande du prieur Bartolomeo De Murris. La structure était composée d'une quarantaine de stalles, décorées d'autant d'incrustations de style Renaissance. Le prieur De Murris lança aussi une vaste campagne de mise à jour stylistique du mobilier et des décorations, avec également les fresques du grand-cloître et de la cellule du prieure, encore existantes au moment de la suppression.